# Edward McDowell
Edward Alexander McDowell (født 18. december 1860 i New York, død 23. januar 1908 sammesteds) var en amerikansk komponist og pianist.
McDowell fik sammen med John Knowles Paine succes uden for USA's grænser. Han komponerede 2 klaverkoncerter, orkestermusik, og en del klaverstykker.
McDowell boede i Frankfurt og Wiesbaden i Tyskland fra 1885 til 1888, og flyttede tilbage til USA og blev professor på Columbia University.

## Udvalgte værker
- 2 klaverkoncerter
- 13 Klaverstykker
- Indian suite
- Woodland Sketches
- 1 Concerto for Orchestra
- 2 Concerto for Orchestra
- 2 Indian Suite
- Hamlet and Ophelia

1. ↑  Navnet er anført på engelsk og stammer fra Wikidata hvor navnet endnu ikke findes på dansk.
2. ↑  Navnet er anført på engelsk og stammer fra Wikidata hvor navnet endnu ikke findes på dansk.